# Paul Chapuis
Paul-Louis-Reinhold Chapuis (* 13. Februar 1851 in Le Lieu; † 12. Mai 1904 in Chailly bei Lausanne) war ein Schweizer evangelischer Geistlicher und Hochschullehrer.

## Leben

### Familie
Paul Chapuis war der Sohn des Pfarrers Jean-Louis Chapuis (1815–1878) und dessen Ehefrau Katharina (geb. Dürr).
Er war mit Emilie (* 4. Februar 1855; † 12. Mai 1930), Tochter des Theologen Charles Secretan (1815–1895), verheiratet. Gemeinsam hatten sie einen Sohn, Paul Chapuis, Pfarrer und Professor für angewandte Theologie an der Universität Lausanne und verheiratet mit Marie-Louise (geb. Greyloz). Sein Enkel war der Geistliche und Synodalratspräsident Jean-Daniel Chapuis.

### Werdegang
Paul Chapuis immatrikulierte sich zu einem Theologiestudium an der Académie de Lausanne und setzte sein Studium später an der Universität Tübingen fort. Seit dem Wintersemester 1873/74 war er Mitglied der Studentenverbindung AV Igel Tübingen. 1874 wurde er Lizentiat und im gleichen Jahr erfolgte auch seine Ordination.
Von 1874 bis 1876 war er Pfarrer in L’Etivaz, bevor er als Professor für Neues Testament an die Akademie Lausanne berufen wurde. Er gründete, gemeinsam mit James-Alfred Porret und Henry Narbel (1879–1954) 1880 die Zeitschrift Evangile et liberté, in der er sich für die Trennung von Kirche und Staat verwendete und war deren Redakteur bis 1894.
Als Paul Chapuis gezwungen wurde, sich entweder für seinen Lehrstuhl oder für seine Überzeugungen zu entscheiden, demissionierte er und war von 1886 bis 1901 Pfarrer in Chexbres.
1895 erhielt er einen Lehrauftrag für Neuere Theologiegeschichte an der Universität Lausanne und wurde 1901 erneut Professor für Neues Testament; in diesem Lehramt blieb er bis zu seinem Tod.

### Berufliches und Geistliches Wirken
Paul Chapuis vertrat eine liberale Theologie und war, vor allem in der Gewissenstheologie, geprägt durch das Denken Alexandre Vinets und das seines Schwiegervaters. Er interessierte sich für historisch-kritische Bibelauslegung und beschäftigte sich sowohl mit der Frage nach der Autorität der Schrift sowie auch mit dem Übersinnlichen.

## Schriften (Auswahl)
- L’exil des juifs a Babylone. Lausanne 1874.
- La tradition évangélique d’après les quatre grandes Epitres de Paul: Etude historique et critique. Georges Bridel, Lausanne 1876.
- Discours prononcés le 20 octobre 1876 à la séance d’installation de M. Paul Chapuis en qualité de professeur de théologie exégétique du Nouveau-Testament à l’Académie de Lausanne. Impr. Pache, Lausanne 1876.
- Questions christologiques: La transformation du dogme christologique au sein de la théologie moderne: essai critique historique suivi d’une étude sur les récentes discussions au sujet de la préexistence du Christ. G. Bridel, Lausanne 1893.
- L’Exil des Juises a Babylone Étude d’histoire religieuse présentée à l’Académie. Lausanne 1894.
- Paul Chapuis; Friedrich August Berthold Nitzsch: Der Glaube an Christus: Welches sind in Jesu Person und Werk diejenigen «Grundbestimmungen, die den von ihm geforderten Glauben rechtfertigen und erklären?». Mohr, Tübingen 1894.
- Sur les sentiers de Jésus de Nazareth. F. Rouge, Lausanne 1896.
- De l’ectopie congénitale intra-pelvienne du rein en anatomie, en gynécologie et en obstétrique. Impr. des Facultés, Lyon 1896.
- A propos d’un cinquantenaire: Coup d’oeil historique sur la crise ecclésiastique vaudoise de 1845. F. Rouge, Lausanne 1896.
- Sind wir noch Christen? Mohr, Leipzig 1897.
- La sainteté de Jésus de Nazareth: ses caractères et ses conditions. Lausanne 1897.
- De surnaturel; études de philosophie et d’histoire religieuses. F. Payot, Lausanne 1898.